# Ruth Parnitzke
Ruth Parnitzke (geb. Wilde), auch Ruth Wilde-Parnitzke (* 14. Dezember 1889 in Nelep in Pommern; † 5. September 1975 in Uelsby), war eine deutsche Malerin.

## Leben

### Familie
Ruth Parnitzke war seit 1927 mit dem Maler Erich Parnitzke verheiratet; im gleichen Jahr siedelten sie nach Kiel in die Holtenauer Str. 145 über. 1936 waren sie in Kiel in der Hamburger Chaussee 207 verzeichnet.

### Werdegang
Ruth Parnitzke studierte in der Zeit von 1912 bis 1923 an der Staatlichen Kunstschule zu Berlin; in dieser Zeit besuchte sie gleichzeitig von 1915 bis 1919 die Ateliers von Heinrich Reifferscheid und Walter Hauschild.
Nach ihrem Studium wurde sie als Kunsterzieherin an der Staatlichen Augustaschule (heute: Sophie-Scholl-Schule) sowie an der Staatlichen Kunstschule in Berlin beschäftigt.
In der Zeit des Nationalsozialismus war Ruth Parnitzke obligatorisch Mitglied der Reichskammer der bildenden Künste, und sie beteiligte sich nachweislich mindestens bis 1941 an Ausstellungen Schleswig-Holsteinischer Künstler.
In den 1950er Jahren stand sie in engem Kontakt zur Malerin Leonore Vespermann.

### Künstlerisches Wirken
Neben ihren Bildnissen schuf Ruth Parnitzke Landschafts- und Blumenbilder.

## Ausstellungen
Von 1922 bis 1926 beteiligte sich Ruth Parnitzke an Ausstellungen in Berlin, unter anderem 1921, 1922 und 1923 in der Abteilung der Novembergruppe der Großen Berliner Kunstausstellung. Nach ihrer Übersiedlung nach Kiel nahm sie unter anderem an der Künstlerbundausstellung in Kiel 1952, an den Jahresschauen Schleswig-Holsteinischer Künstler von 1953 bis 1956 sowie von 1954 bis 1956 an den Landesschauen Schleswig-Holsteinischer Künstler teil.

### Teilnahme an Ausstellungen in der Zeit des Nationalsozialismus
- 1936: Kiel, Kunsthalle Kiel („Schleswig-Holsteinisches Kulturschaffen“)
- 1937: Kiel, Schleswig-Holsteinisches Landesmuseum („Kunstschaffen in Kiel. Malerei und Plastik“)
- 1941: Rostock, Städtisches Kunst- und Altertumsmuseum („Die Kunst der deutschen Stämme. III. Schleswig-Holsteinische Künstler“)

## Mitgliedschaften
Ruth Parnitzke war Mitglied im Berufsverband der Bildenden Künstler.

## Werke (Auswahl)
Werke von Ruth Parnitzke befinden sich:
- Stadtgalerie Kiel
- Kulturamt Kiel[6]
- Kultusministerium Kiel (heute: Ministerium für Bildung, Wissenschaft und Kultur des Landes Schleswig-Holstein)